# Moët & Chandon
Moët & Chandon ([moˈɛt‿e ʃɑ̃ˈdɔ̃]; «Моэ́т э Шандо́н») — винодельческий дом Шампани, один из крупнейших производителей шампанского. Винодельческая усадьба (шато) была основана в Эперне в 1743 году Клодом Моэтом. По состоянию на 2018 год владеет 1190 га виноградников и производит примерно 26 миллионов бутылок шампанского в год. Самая известная марка — Dom Pérignon.

## История
Компания основана в 1743 году, когда Клод Моэт стал поставлять вина из французской провинции Шампань в Париж. Правление Людовика XV сопровождалось повышенным спросом на игристое вино. Бизнес Моэта стремительно расширялся — к концу XVIII века он экспортировал свои вина во многие страны Европы.
Внук основателя, Жан-Реми Моэт, сделал марку всемирно известной, поставляя вина таким клиентам, как Томас Джефферсон и Наполеон Бонапарт. Вторую половину своего названия компания получила, когда Жан-Реми Моэт передал в 1832 г. половину семейного предприятия своему зятю Пьеру-Габриэлю Шандону (Chandon de Briailles), а вторую половину — своему сыну Виктору.
Вина Моэта пользовались успехом и в России. Вяземский в стихотворном послании к Денису Давыдову сообщает, что «в подвалах у Моэта жадно поминал» своего адресата. Евгению Онегину в романе Пушкина подают «вдовы Клико или Моэта благословенное вино».
Вслед за введением понятия марочного шампанского (1840) Моэт в 1842 г. представил свой первый образец такого вина. Новый успешный бренд — Brut Impérial — поступил в продажу в 1860-х гг. Компания Moët & Chandon слилась в 1971 г. с Hennessy, а в 1987 г. — с Louis Vuitton.

## Современность
Moët & Chandon — эксклюзивный поставщик шампанского ко двору британской королевы Елизаветы II.
По состоянию на 2004 год материнская компания LVMH (Louis-Vuitton-Moët-Hennessy) — крупнейший в мире игрок индустрии люкса с объёмом продаж более 16 миллиардов евро.
C 2006 по 2020 года Moët & Chandon являлся официальным спонсором автогонок «Формулы-1» и предоставлял специальные бутылки шампанского для празднования призёров гонки на подиуме.
В 2021 году компания была вынуждена временно приостановить поставки продукции в Россию из-за изменений в законодательстве, подписанных президентом Владимиром Путиным 2 июля 2021. Согласно им, шампанское Moët теперь должно иметь маркировку «игристое вино». Компания согласилась с этими требованиями.

## В литературе
Глава 4, ст. XLV – XLVI
Вдовы Клико или Моэта
Благословенное вино
В бутылке мерзлой для поэта

На стол тотчас принесено.
А. С. Пушкин, «Евгений Онегин»